# العلاقات المالديفية التونسية
العلاقات المالديفية التونسية هي العلاقات الثنائية التي تجمع بين المالديف وتونس.

## مقارنة بين البلدين
هذه مقارنة عامة ومرجعية للدولتين:
| وجه المقارنة                                              | [[تصنيف:صفحات تستخدم رمز علم غير موجود\|]] المالديف | تونس                                       |
| --------------------------------------------------------- | --------------------------------------------------- | ------------------------------------------ |
| المساحة (كم2)                                             | 298                                                 | 163.61 ألف                                 |
| عدد السكان (نسمة)                                         | 436.33 ألف                                          | 11.53 مليون                                |
| الكثافة السكانية (ن./كم²)                                 | 146.42 ألف                                          | 70.47                                      |
| العاصمة                                                   | ماليه                                               | تونس                                       |
| اللغة الرسمية                                             | اللغة الديفهي                                       | اللغة العربية                              |
| العملة                                                    | روفيه مالديفية                                      | دينار تونسي                                |
| الناتج المحلي الإجمالي (بليون دولار)                      | 4.60 مليار                                          | 40.26 مليار                                |
| الناتج المحلي الإجمالي (تعادل القوة الشرائية) بليون دولار | 5.23 مليار                                          | 129.05 مليار                               |
| الناتج المحلي الإجمالي الاسمي للفرد دولار أمريكي          | 8.39 ألف                                            | 3.87 ألف                                   |
| الناتج المحلي الإجمالي للفرد دولار أمريكي                 | 12.53 ألف                                           | 11.44 ألف                                  |
| مؤشر التنمية البشرية                                      | 0.706                                               | 0.721                                      |
| رمز المكالمات الدولي                                      | +960                                                | +216                                       |
| رمز الإنترنت                                              | .mv                                                 | .tn                                        |
| المنطقة الزمنية                                           | ت ع م+05:00                                         | ت ع م+01:00، توقيت وسط أوروبا، ت ع م+02:00 |

## منظمات دولية مشتركة
يشترك البلدان في عضوية مجموعة من المنظمات الدولية، منها:
| علم المنظمة | اسم المنظمة                        | تاريخ انضمام المالديف | تاريخ انضمام تونس |
| ----------- | ---------------------------------- | --------------------- | ----------------- |
|             | يونسكو                             | 18 يوليو 1980         | 8 نوفمبر 1956     |
|             | مؤسسة التمويل الدولية              | 2 فبراير 1983         | 25 يوليو 1962     |
|             | منظمة التعاون الإسلامي             | ?                     | ?                 |
|             | منظمة حظر الأسلحة الكيميائية       | ?                     | ?                 |
|             | مؤسسة التنمية الدولية              | 13 يناير 1978         | 30 ديسمبر 1960    |
|             | منظمة التجارة العالمية             | ?                     | ?                 |
|             | وكالة ضمان الاستثمار متعدد الأطراف | 19 مايو 2005          | 7 يونيو 1988      |
|             | الاتحاد البريدي العالمي            | ?                     | ?                 |
|             | منظمة الشرطة الجنائية الدولية      | ?                     | ?                 |
|             | الأمم المتحدة                      | 21 سبتمبر 1965        | 12 نوفمبر 1956    |
|             | الاتحاد الدولي للاتصالات           | 28 فبراير 1967        | 14 ديسمبر 1956    |
|             | البنك الدولي للإنشاء والتعمير      | 13 يناير 1978         | 14 أبريل 1958     |

## وصلات خارجية
- موقع وزارة الخارجية المالديفية
- موقع وزارة الخارجية التونسية